# Goudron de pin

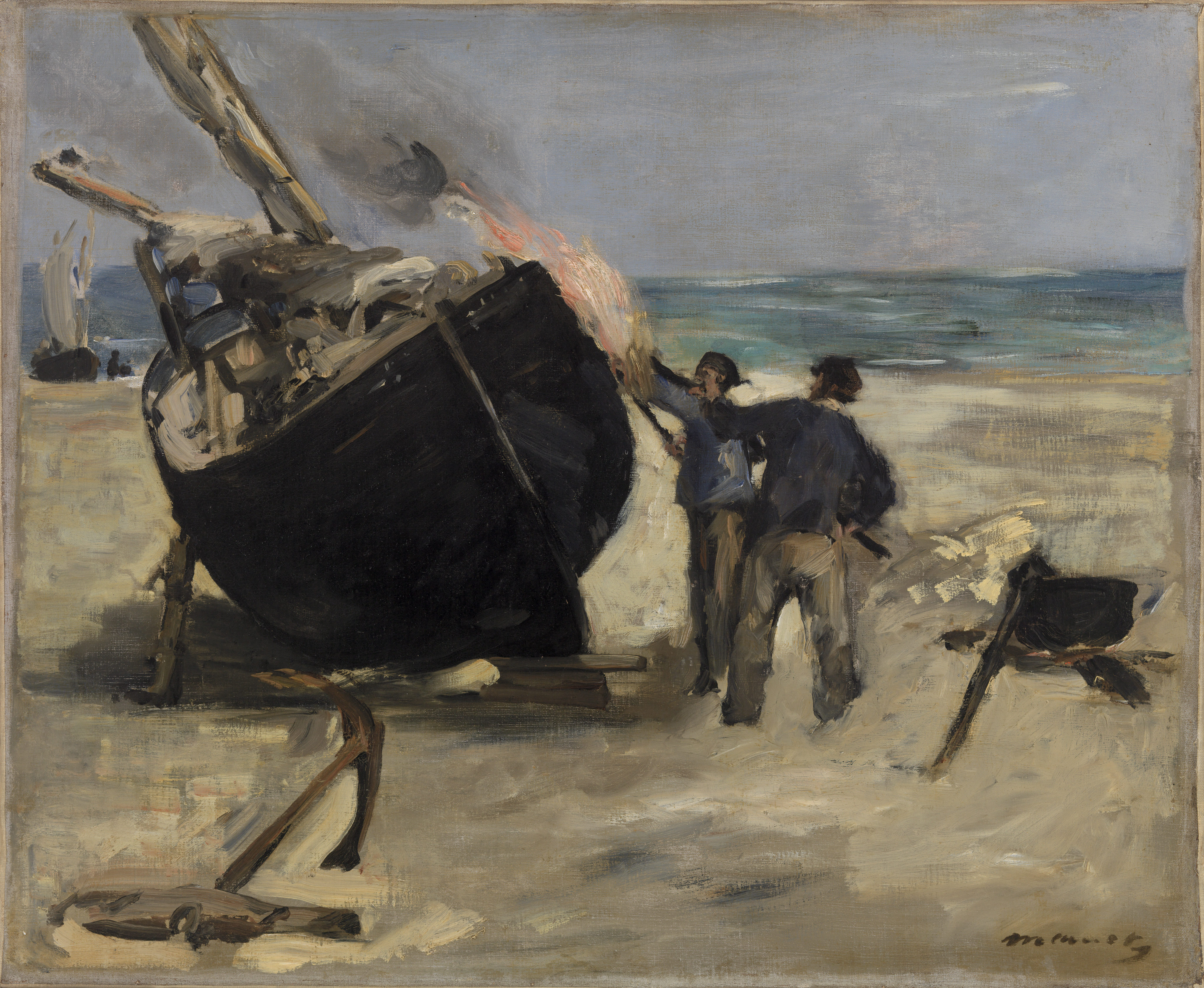
Édouard Manet - Le Bateau goudronné - août 1873

Le goudron de pin, quelquefois le terme poix ou brai est privilégié, est une substance épaisse, collante et gluante, généralement de couleur sombre, produite par la pyrolyse du bois (une combustion lente en absence d'oxygène), de différentes essences de pin : en Europe, Pinus sylvestris, Pinus cembra, Pinus mugo, Pinus australis, Pinus halepensis, Pinus pinaster, aux États-Unis, Pinus palustris, Pin d'Elliott, Pinus echinata, Pinus taeda. Il consistait essentiellement en l'oléorésine des arbres altérée par le feu et noircie par le noir de fumée.
Le goudron était employé dans le calfatage des navires, qui consistait aussi à enduire le bois de la coque. Les cordages de marine et les coutures des voiles, comme les coques étaient goudronnés pour les imperméabiliser, « pour qu'ils résistent à l'eau douce, à l'ardeur du soleil et au vent ». Le goudron que l'on produisait en France avait une forte odeur d'essence de térébenthine. Un bon brai devait être visqueux, collant, s'attachant promptement et opiniâtrement aux corps qu'on y plonge et alors qu'on les retire, ils devaient s'en séparer en longs fils coulant avec beaucoup de lenteur, ou des nappes minces et transparentes qui reflètent une nuance fauve-rougeâtre. La saveur du goudron était amère. Certains goudrons de la même manière que les résines de conifères ont fait partie des pharmacopées anciennes, le goudron de Norvège notamment, et l'eau de goudron, popularisée par l'évêque anglican irlandais George Berkeley.
L'histoire de l'exploitation du goudron de pin en Europe est inséparable de l'épopée viking. En France, le goudron fut un matériau stratégique au XVIIe siècle et XVIIIe siècle, quand la marine prit son essor sous l'impulsion de Jean-Baptiste Colbert. On en fit alors venir de Russie, de Scandinavie, mais on la fabriqua aussi dans les Landes de Gascogne, en Provence et en Corse. Le goudron le plus connu et le plus réputé était encore le goudron en provenance de Scandinavie. L'industrie du goudron périclita avec l'apparition des sous-produits du raffinage du pétrole et le remplacement des vaisseaux en bois par ceux en fer. Le goudronnier ou faiseur de poix est l'ouvrier qui fabrique le goudron.

## Dénominations
La substance a pris différents noms. Les anciens appelaient le goudron végétal, πίσσα υγρά (pissa ugra) ou κώνα (kona), pix liquida, pix praecoqua (la première venue à la cuisson) ou pix uiscosaet, à date tardive, picula et picillum. Épaissi avec du vinaigre, il prenait le nom de pix Bruttia d'après une technique locale. Ce goudron végétal était utilisé pour le poissage des jarres et le goudronnage des navires. Recueilli et chauffé à nouveau dans des vases de bronze, il perdait définitivement toutes les huiles et il demeurait un résidu (le brai, c'est-à-dire la vraie poix) de consistance plus ou moins solide, la ξηρά πίσσα (xéra pissa), dite aussi παλίμπισσα, palimpissa. Les noms grec et latin πίσσα (pissa) et pix sont indo-européens, comme le montrent les formes slaves et baltiques de la racine. Les deux termes désignaient à l'origine aussi bien la résine que la poix; l'arbre à poix est nommé picea.
Nicolas Aubin dans son Dictionnaire de Marine de 1702 rapporte les noms de goldron, goudran, gouldron. Le goudron a pu prendre le nom de goudron vert (green tar), brais gras (1840 - Sous le nom de brai gras on désigne dans le commerce plusieurs sortes de goudrons épaissis par l'ébullition, le brai sec était la colophane du pin maritime); « brai de Stokolm » traduction du suédois Stockholmstjära; pix navalis, pix nigra, poix navale, poix noire. Les Malouins disent en 1702, « du brai » mais ils disent aussi pik, pek, zopissa de même étymologie que poix. Le goudron dans un contexte de commerce international pouvait prendre en anglais les noms Pitch ou Tar; en allemand Theer; en néerlandais Theer et Pek; en italien Catrame; en espagnol Alquitran; en portugais Alcatrão, en danois Tioere; en suédois Tjära; en polonais Smola, Gesta, en russe, Дёготь Degot, Вар Var, Smola, Shitkaja, etc. Terva, le mot finnois pour goudron se retrouve dans certains toponyme comme Tervasaari. Les toponymes Smoleč, Dehtáře ou Smolín dérivent en République tchèque des mots pour goudron.
De manière générale, les mots contemporains de « goudron », « brai » et « poix » étaient interconnectés et interchangeables et le sont toujours.
Les noms que l'on a donné ultérieurement au « goudron de houille » (goudron et huile de charbon de terre) et autres goudrons  découle du nom donné en français au goudron de pin.

## Goudron des pays nordiques

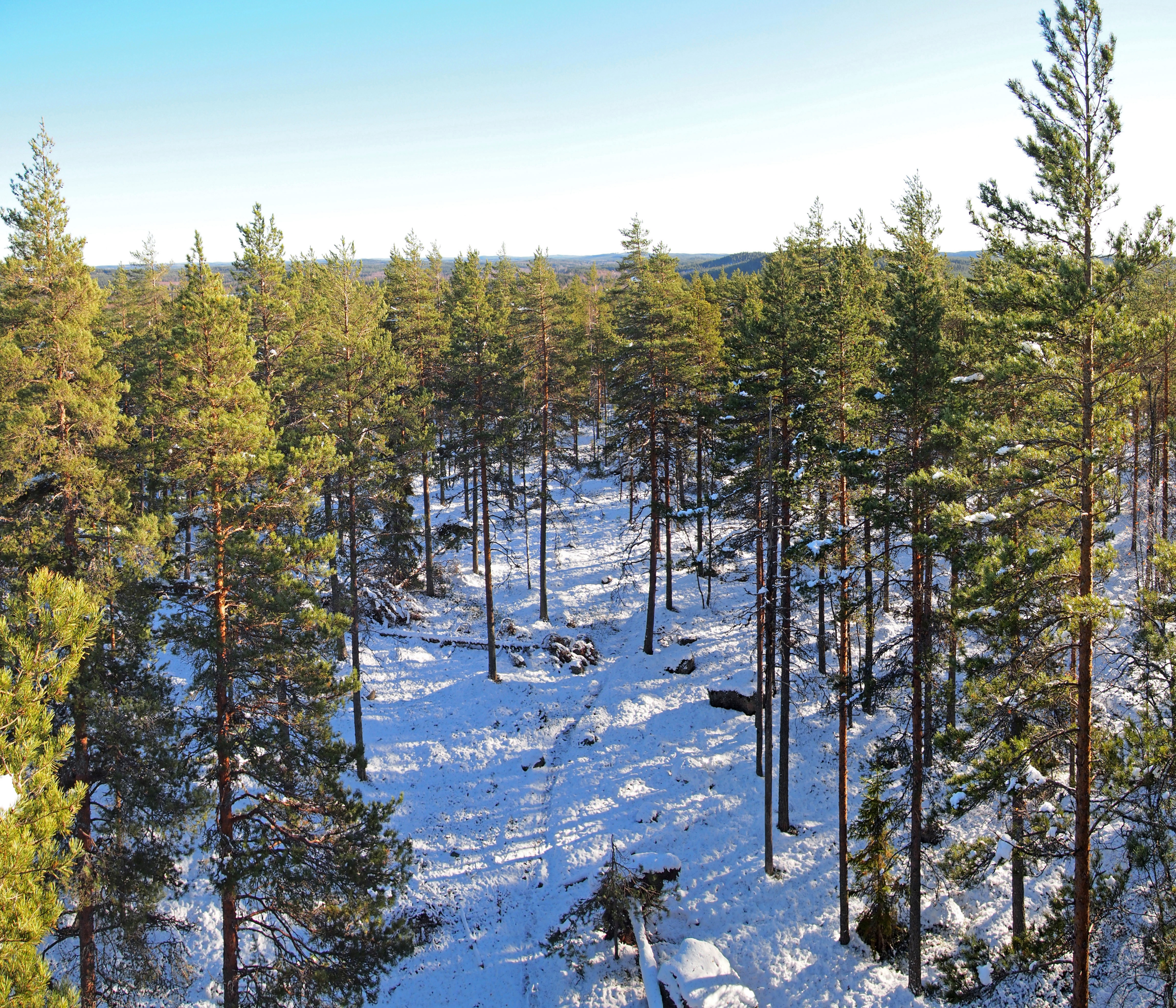
Pinus sylvestris en Finlande.

Armoiries de Paltamo en Finlande, sur la route du goudron, des barriques de goudron sur trois bateaux.

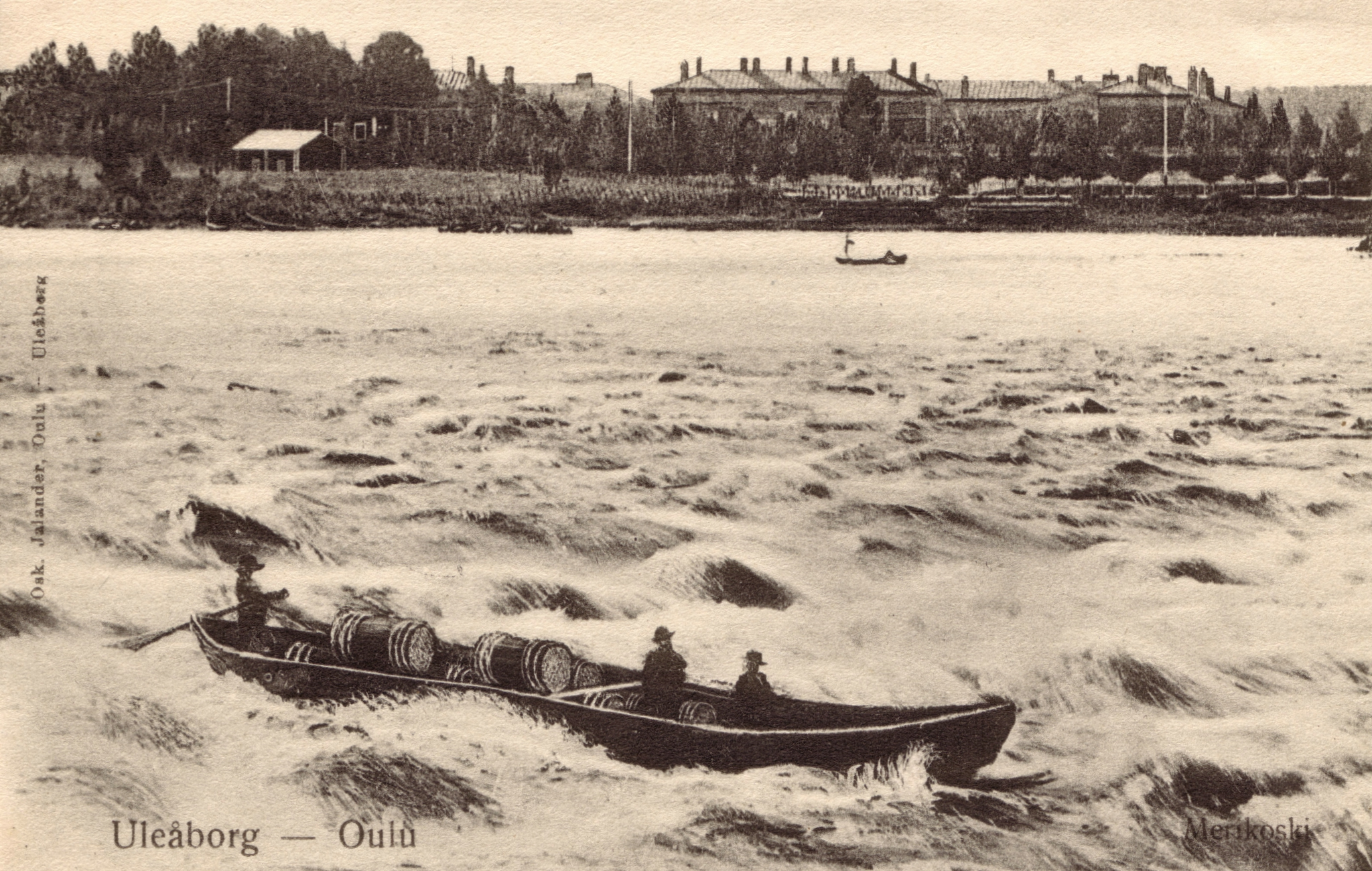
Une carte postale d'un bateau à goudron (Tervavene en finnois) dans les rapides Merikoski à Oulu, en Finlande.

Le « brai de Stockholm », est un goudron extrait par pyrolyse de pin (pin sylvestre) en provenance des pays nordiques (Norvège, Suède, Finlande).
La poix (goudron cuit en une masse molle) et le goudron ont été pendant des siècles l'un des principaux produits d'exportation de la Suède. La Ligue hanséatique a fourni des documents sur l'exportation historique du goudron dans les pays nordiques au début des années 1300, mais il semblerait que l'homme ait fabriqué du goudron dès la période viking, pour calfater les langskip, snekkja, et knörrs, et autres bateaux viking. Activité à usage domestique pratiquée modestement au IVe siècle, la prolifération des fosses à goudron (appelée en suédois tjärdal) à proximité directe des forêts dès le VIIIe siècle, constituerait la preuve d'un accroissement exponentiel de la demande de goudron à l'origine d'une industrie florissante. Des fours toujours plus grands ont été fabriqués entre 680 et 900, soit la période d'expansion viking. En 1615, 13 000 barils ont été exportés et 227 000 barils ont été expédiés au cours de l'année record de 1863. La Suède, avec la Finlande, a été le premier exportateur mondial jusqu'à la deuxième moitié du XIXe siècle: en 1890, 6 746 tonnes de goudron ont été exportées. Au cours des décennies suivantes, la production cessa presque entièrement avec la production industrielle d'huiles d'imprégnation à base de pétrole, notamment. Le goudron de pin dalbränd suédois, vendu sous le nom Stockholmstjära, traduit en français par brai de Stockholm, est demeuré le meilleur produit d'imprégnation au monde.

### La ligue hanséatique
Visby sur l'Île de Gotland était des villes hanséatique, celle réputée pour son goudron. Comme le rappelle la comptine allemande:
Lübeck ein Kaufhaus,

Cöln ein Weinhaus,

Baunschweig ein Zeughaus,

Danzig ein Kornhaus,

Hamburg ein Brauhaus,

Magdeburg ein Backhaus,

Rostock ein Malzhaus,

Lüneburg ein Salzhaus,

Stettin ein Fischhaus,

Halberstadt ein Frauenhaus,

Riga ein Hanf- und Butterhaus,

Reval ein Wachs- und Flachshaus,

Krakau ein Kupferhaus,

Wisby ein Pech- und Theerhaus.
Tradition vivace, des séminaires de « brûlage » de goudron (Tjärbränning) sont réalisés sur l'île de Gotland, une collaboration de l’Université de Göteborg et le Gotland Museum, le Tjära på Gotland.

## Un commerce international

### Monopole suédois
Signés à Kristianstad 13 aout 1645, des traités sont établis entre la Hollande et le Danemark de Frédéric III qui  fixent pour quarante ans les droits de douane (sur l'Øresund). Le commerce du goudron scandinave est hollandais. Le Danemark en plus de poix et goudron fait commerce des mâts et des planches.
La Suède demeura longtemps sans commerce extérieur, les villes hanséatiques la pourvoyaient pour tous ses besoins. Éric de Poméranie est le premier à encourager une flotte marchande norvégienne et à contester le monopole hanséatique, ce qui à terme entraîna le déclin de ces villes. Anglais et Hollandais en profitèrent pour s'emparer du commerce de la Suède. La Compagnie du Sud fut créée en 1661 et on établit en 1648 la Compagnie goudron, la Norrländska tjärhandelskompaniet, dont le commerce devait consister à acheter tout le goudron des provinces et de le vendre à l'étranger. En 1705, la Compagnie suédoise pour le commerce du goudron tâcha de faire hausser le prix de ses marchandises en Angleterre, en en prohibant l'exportation autrement que sur les propres vaisseaux de la Compagnie, au prix fixé par elle, et dans les quantités qu'elle déciderait. Cette décision eut pour principale conséquence que l'Angleterre s'approvisionna désormais en Amérique pour son goudron.
Différents ports émergent grâce au commerce du goudron:
- celui de Oulu en Finlande: la région de Kainuu en Finlande s'enrichit avec la production de goudron de pin au XIXe siècle, exporté par la rivière d'Oulu jusqu'au port d'Oulu. Les tervavene étaient en finnois des bateaux spécialement affaités pour le commerce du goudron. Le Tervakanavat (Kajaani) est un canal aménagé pour ce transport;
- Vyborg  (Weybourg ou Wibourg dans la littérature ancienne mais il aurait pu s'agir de Viborg ou Suomenlinna (Sveaborg en suédois) à 300 km dans le golfe de Finlande, et pourquoi pas Visby sur l'île de Gotland).
- Le port de Suomenlinna en est bon et sûr, il y aborde tous les ans une cinquantaine de navires, la plupart hollandais qui y vont charger des planches de sapin et quelque peu de goudron et de poix résine. Les planches forment l'article principal du commerce de ce port[18];
- Stockholm;
- Gdansk;

### Arkhangelsk casse le monopole suédois

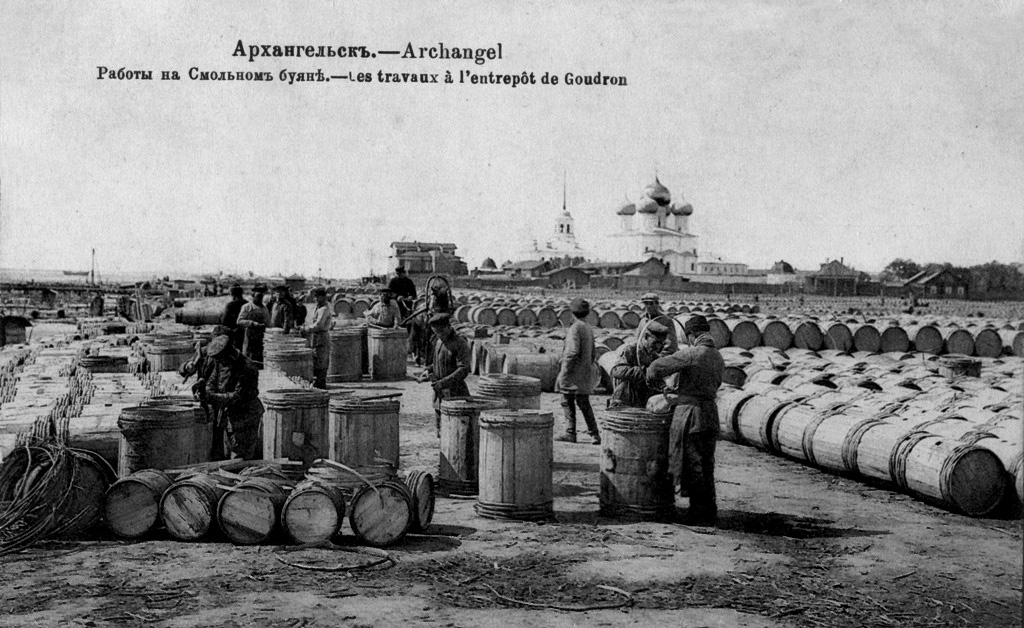
Arkhangelsk. Les travaux de l’entrepôt de goudron. Vers 1900-1914.

La distillation sèche du bois, productrice de goudron et de poix, était dans la Russie impériale très développée dans le nord du pays (régions de Carélie, d'Arkhangelsk et de Vologda). La distillation s'obtient dans des fours en briques d'environ 6 m3 pouvant produire de 2 à 3 barils de goudron à la fois: à la suite d'un gemmage les troncs, les plus riches en résine sont utilisés ainsi que des souches et racines de conifères.
La Russie comporte des forêts, susceptibles de fournir du goudron et du bois de sciage. Mais ses fleuves débouchant pour la plupart sur l’océan Glacial Arctique, la Russie est demeurée longtemps à l'écart du commerce international, jusqu'à l'expédition de l'anglais Richard Chancellor (1521-1556) dont le but était de rejoindre la Chine par le Passage du Nord-Est. Atterrissant non loin d'Arkhangelsk, sur la mer Blanche, dont c'est l'acte fondateur il établit le monopole de commerce de la Compagnie de Moscovie anglaise sur le marché Russe.
Une autre porte de la Russie sur le commerce européen passe par la Baltique, qui ne fût acquis définitivement que lorsque la Russie de Pierre Ier le Grand établit Saint-Pétersbourg en 1703. En attendant le contrôle de la Baltique est assuré par la Ligue hanséatique, surtout Reval et Riga qui se placent par cette voie comme l'interlocuteur obligé pour le commerce russe. L'initiative de Chancellor contourne la ligue hanséatique et devance la Flandre, la Hollande et l'Allemagne dans l’exploitation commerciale du grand pays. Les Anglais perdirent par la suite ce monopole. 
En 1675, tant Hollandais, Anglais, Hambourgeois, que Français demeurent tous d'accord que le commerce le plus avantageux est celui qui se fait à Arkhangelsk, « parce que les vexations où sont souvent exposés les marchands qui négocient à Moscou, dans les autres endroits de Moscovie les mauvaises dettes qui s'y font, la fierté et l’inconstance de cette Nation, les mauvais traitements qu'elle fait aux étrangers sont cause qu'il y en a peu qui veulent y faire le Commerce, pour n'y pouvoir trouver leur compte. » Le commerce pour les Français de la Compagnie du Nord est négocié en Rixdale. Ce qui oblige à passer par la Hollande pour commercer avec les Russes.
Les importations de goudron Arkhangelsk à Amsterdam ont atteint à elles seules 18 000 tonnes en 1698 et 60 000 en 1713, contre 6 100 tonnes seulement passant par l'Øresund en 1714. Plus de 80% du goudron provenant de la Baltique provenait encore de Suède ou de Finlande, mais Arkhangelsk a brisé à jamais le monopole suédois sur le goudron.
D'Arkhangelsk, fin XVIIIe siècle partent goudron et brai à destination de la Hollande et de l'Angleterre; Le commerce de Saint-Pétersbourg est quasi entièrement détenu par les Anglais;

### Commerce Anglo-Suédois
Les relations anglo-suédoises reposaient souvent sur des articles de commerce aussi humbles que le goudron. En vertu des Actes de navigation (Navigation Acts), les marchands anglais étaient normalement obligés d'importer du goudron directement des terres productrices, substituant dans leur rôle historique dans ce commerce, les navires hollandais par des navires anglais, mais surtout les navires des pays producteurs, comme ceux de la couronne suédoise. L'Angleterre de 1700 étant toujours essentiellement dépendante de la Suède pour le goudron mais aussi des pays de la Baltique pour le bois de marine; et la coïncidence de la Grande guerre du Nord (1700-1721) et la Guerre de Succession d'Espagne (1701-1714) provoqua une crise majeure dans les relations commerciales de l'Angleterre avec les pays de la Baltique. Alors que les besoins anglais en brai augmentaient, les incursions russes en Finlande perturbèrent l'approvisionnement à la source. Les monopolistes suédois réagirent en augmentant les prix et en refusant dès lors de vendre du goudron en Suède, le commercialisant à la place à l'étranger, entièrement par leurs propres moyens. Lorsque les besoins de la marine anglaise devinrent criants en 1702-1703, la Norrländska tjärhandelskompaniet, bien qu’expédiant en France, laissa l'Angleterre pratiquement sans goudron; Ce qui fût corrigé à l'époque, mais à partir de 1705, les expéditions de goudron suédois à destination de l'Angleterre diminuèrent régulièrement en raison de la détérioration des relations anglo-suédoises. Une légère augmentation des expéditions en provenance de Norvège ne pouvait pas combler ce déficit; peu de choses pourraient être obtenues de la Baltique orientale ; les vastes réserves d'Arkhangelsk étaient monopolisées par des syndicats qui ne s'installaient qu'en Hollande, les pressions diplomatiques ne permirent d'obtenir pour l'Angleterre que quelques avantages, au compte goutte et erratiques.
Pour riposter à ce tour de politique mercantile, et se rendre indépendante non seulement de la Suède mais de toutes les autres puissances du Nord, la Grande-Bretagne accorda une prime sur l'importation des munitions de marine d'Amérique (bounties ). La prohibition imposée sur les colonies par la Grande-Bretagne, qui obligeait celles-ci à n'exporter ses munitions de marine – mats, vergues et beauprés, brai, goudron et térébenthine – que vers la seule Grande-Bretagne, tendait naturellement à faire baisser dans les colonies, le prix du bois de marine, et par conséquent à augmenter les dépenses du défrichement des terres, le principal obstacle à leur mise en valeur. L'effet de la prime fut de faire monter en Amérique, le prix du bois de marine, beaucoup plus qu'elle ne pouvait l'abaisser la prohibition, et comme les deux règlements furent portés à la même époque, leur effet réuni tendit plutôt à encourager le défrichement des terres en Amérique.
Par le Bounty Act de 1705, les fournitures provenant de la Nouvelle-Angleterre et des Carolines furent tellement stimulées qu’en 1718-1825, l’Angleterre recevait plus des quatre cinquièmes de ses munitions navales hors de ses colonies. Bien que la Suède ait abandonné le monopole après la mort de Charles XII, son commerce de goudron dut attendre la révolution américaine pour une nouvelle période de véritable prospérité. Boston se développe.

### Le pin maritime en France

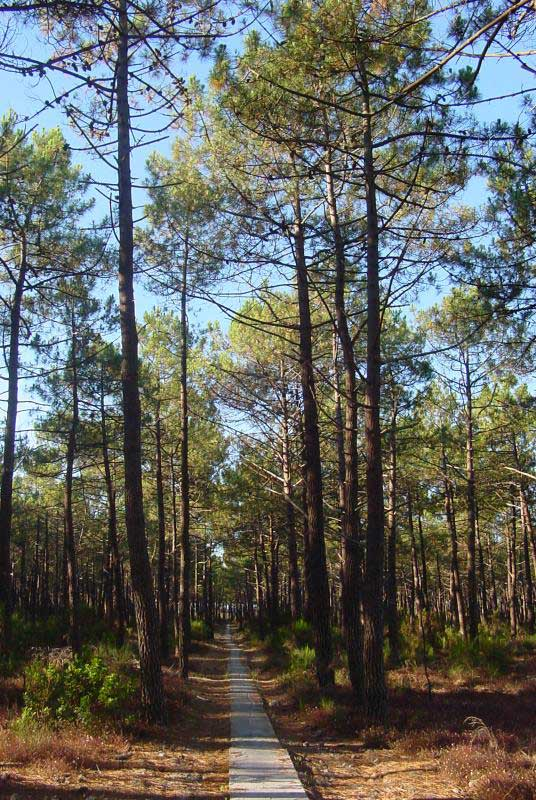
Pinus pinaster, le pin maritime, ici dans les Landes

En France, le goudron extrait des pins fut un matériau stratégique au XVIIe siècle et XVIIIe siècle, quand la marine prit son essor sous l'impulsion de Jean-Baptiste Colbert. Presque tout le goudron du commerce était tiré des forêts de la Suède, Colbert eut l'idée d'en faire avec les pins de la France. Il appela des ouvriers suédois, deux maîtres brûleurs suédois, Ericson et Porfrey Asoer en 1664, puis un directeur général des manufactures de goudron, Elias Ahl, qualifié d'abord maître brûleur, et il donna l'entreprise à un nommé Lombard. Il entretint une correspondance active avec l'entrepreneur et même avec les ouvriers, fit apprendre les procédés de la fabrication aux habitants des Landes de Gascogne, de l'Auvergne et de la Provence et réussit sinon partout du moins dans les Landes à rendre cette industrie nationale,.
En 1702, dans les arsenaux de France il n'est reçu des pays étrangers que le « brai de Stockholm », couronné et celui Weybourg. « Celui qui se fait en France est toujours préféré ». Le brai qui est si utile pour la conservation des vaisseaux et qui sert surtout à couvrir les coutures, est du goudron recuit qui s'épaissit en se refroidissant, et perd sa fluidité. À proportion de ce qu'il est plus dur et plus clair, il est aussi plus cher. Le « brai de Stockholm » est le plus estimé et on ne fait pas d'état de celui qui vient des autres endroits parce qu'il est moins pur
En pleine Guerre de Succession d'Espagne les exportations de brai français –  matériau stratégique – sont bloquées. Le 9 juin 1706, Yves Marie de La Bourdonnaye, intendant à Bordeaux écrit pour demander s'il convient de permettre la sortie du brai sec hors du royaume; pour les pays étrangers cette sortie comme toujours pouvait faciliter les moyens de caréner des vaisseaux ennemis; ici au Portugal. Il est observé que le Nord fournit cette denrée en très grande quantité, que Dunkerque et plusieurs autres ports du royaumes en pourvoient, qu'elle est de meilleure qualité que celle du pays des Landes, dont les habitants, qui occupent plus de 25 lieues carré, ne subsistaient que par la fabrique de ces matières. L'abondance étant très grande, craignant plus la cessation de la culture que la disette, si on n'en permettait pas une libre sortie - le prix ordinaire avait baissé de plus du tiers depuis la guerre - le Conseil émit l'avis de permettre l'exportation du brai comme en temps de paix, par tous les ports du royaume. La défense d'exporter la térébenthine la résine et le brai sec fut levée.  
Le grand hiver de 1709 causa la mort d'une grande partie des pins des Landes de Gascogne, et par suite l'enchérissement de leurs produits. Dans la crainte de cette hausse de prix il fut défendu de laisser passer ces produits en Hollande, mais l'exportation financièrement avantageuse du brai et de la résine pour l'Espagne continua comme par le passé. Plus tard le Conseil de commerce se fondant sur le prix excessif du goudron, et sur la crainte que l'on en manque dans le royaume décida à limiter les exportations de térébenthine, la résine et le brai. Cette cherté des matières résineuses en France eut pour effet inévitable d'ouvrir les ports français aux produits étrangers. Un négociant de Nantes demanda un passeport, pour faire venir de Norvège, sur un vaisseau hollandais, des planches, des mâts, du goudron et du brai gras, dont il avait besoin pour son commerce, ne pouvant les tirer de Suède et de Danemark, à cause de la Grande guerre du Nord; il obtint cette permission de même que Robert Arbuthnot, marchand écossais établi à Rouen qui fit venir de son pays, au Havre, par des navires d'Écosse porteurs de passeports du roi, cinq ou six cents barils de goudron et de brai dont on manquait alors en France et d'un prix excessif. La même raison subsistant encore en 1713 et en 1714, le Conseil refusait la permission de laisser sortir du brai et de la résine pour l'Angleterre, la Hollande et le Portugal. Mais en 1717 la prohibition concernant les matières résineuses des Landes fut levée, et on défendit l'importation de celles de provenance étrangère; vingt quatre barils de brai déclarés du cru de la Caroline et envoyés de Londres sur un navire anglais, à deux marchands de Rouen les sieurs Beard et Balle avaient été à leur arrivée arrêtés par le bureau des fermes. Bordeaux reçoit ordinairement sans payer de droits d'entrée environ dix mille quintaux de brai dont la plus grande partie s'y consomme, le reste s'écoule dans les ports voisins.
Bordeaux a fait un certain temps commerce de l'essence de térébenthine avec la Hollande, affaires entièrement abandonnée lorsque les Anglais se sont mis à exploiter les pins de Boston, en Nouvelle Angleterre; les Hollandais firent transporter la résine chez eux et dont ils firent eux-mêmes de l'essence de térébenthine. Un acte notarial du 20 août 1700 montre qu'à cette époque de la térébenthine d'Arcachon fut portée en Bretagne mais qu'on n y trouva pas d'acheteurs. Vers 1840, l'Amérique du nord et après elle la Suède fournissent à la France les brais gras les plus estimés; ceux qu'elle fabrique sur le territoire sont de beaucoup inférieurs.
Le pin maritime existait de manière endémique dans la région des Landes et de la Gironde, sur environ un douzième de la superficie d’occupation actuelle, surtout dans les zones de marécage. Ce n'est qu'après les travaux d'assèchements réalisés par Napoléon III, et un ensemencement que la forêt, est devenue ce qu'elle est. Bon gestionnaires de leur forêt les Français font début XXe siècle l'admiration des Américains qui ont dans la même entreprise englouti leur forêt de pin des marais, en Virginie d'abord, en Caroline du Nord ensuite.

### En Espagne
Juan de Goyeneche établit l'approvisionnement de la marine espagnole en bois des Pyrénées, via l'Èbre jusqu'à Tortosa. Des fabriques de poix et de goudron, indispensables au transport maritime, sont également implantées dans plusieurs régions du royaume d'Aragon et de Catalogne, et en particulier dans les montagnes de Tortosa, où, en raison de la grande quantité de pins, la fabrique peut être agrandie pour n'importe quelle quantité nécessaire.

### Canada
Les efforts de Jean Talon, intendant de la Nouvelle-France, visaient à exporter vers la France les produits que la marine de Louis XIV requerraient: bois de mâture, chanvre pour les cordages et goudron de pin pour le calfatage. À sa demande, Colbert de Terron envoie un goudronnier à Québec en 1670. L'année suivante, la production atteint 8 barils, dont 2 sont expédiés en France. Enhardi par les promesses de son goudronnier, l'intendant espère une excellente production mais il doit vite se rendre à l'évidence que l'on obtiendrt très peu de goudron, pendant longtemps, et à un coût très élevé. Jean-Baptiste Patoulet, le secrétaire de l'intendant, exprima l'opinion qu'il valait mieux laisser faire les colons et acheter leurs produits. Tout l'élan qu'avait imprimé Talon à l'industrie navale, forestière, ou celle du goudron de pin cessa avec son départ.

### Le pin des marais en Virginie et Caroline du Nord

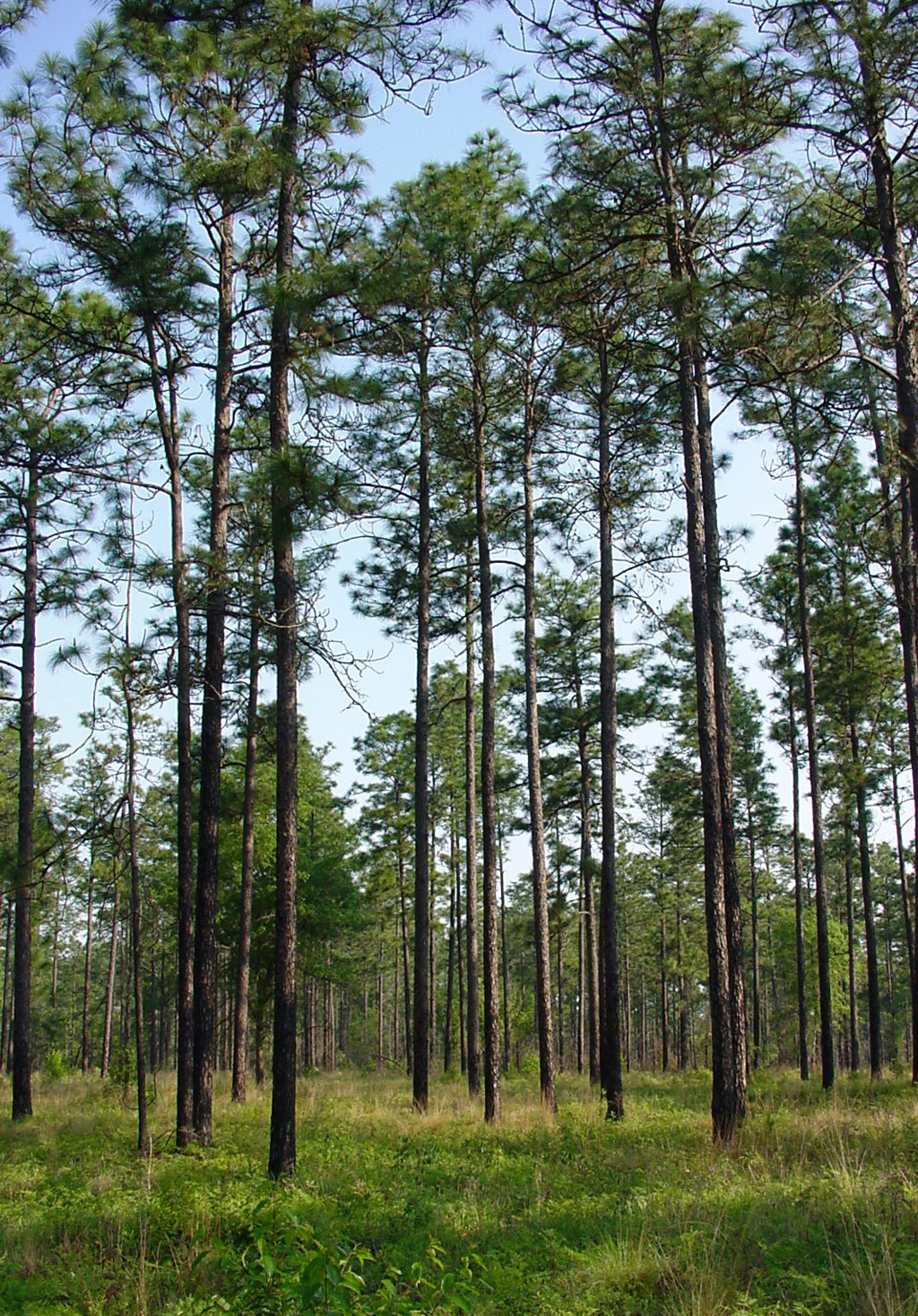
Pinus palustris, le pin des marais

Le goudron de pin a été produit en Virginie pendant plus de 200 ans, avant le boom en Caroline du Nord qui a donné son surnom à l’État (Tar heel (en)). Le goudron, la poix, la colophane et la térébenthine, cette première industrie des résineux, est appelée Naval stores industry aux États-Unis. Le terme français tombé en désuétude de « munition de marine, » qui fait partie du vocabulaire de la marine à voile, est la meilleure traduction du terme « naval store » toujours d'un usage courant aux États-Unis. Le goudron de pin et les naval stores ont été produits dans le Sud-Est des États-Unis, presque exclusivement à partir du pin des marais (longleaf pine), bien que de plus petites quantités aient été fabriquées à partir de Pin d'Elliott (slash pine), de Pinus echinata (shortleaf) et parfois même de Pinus taeda (loblolly).
Le pin des marais s'étendait jadis presque jusqu’à la frontière du Maryland. L’histoire ancienne des munitions navales (naval store) et de l’aire de distribution nordique du pin des marais a été pratiquement perdue, l’espèce ayant disparu du commerce par épuisement en Virginie en 1850. On suppose donc souvent de manière erronée que l'industrie des munitions navales a commencé en Caroline du Nord. Ce premier commerce, dont l'ampleur n'a jamais fait l'objet d'une enquête approfondie, est connu uniquement au travers d'enregistrements épars. L'industrie des munitions de marine du sud a commencé en 1608 lorsque John Smith a exporté ses premiers essais « tryalls of Pitch and Tarre » (Smith 1624). L'année suivante, la colonie de Jamestown, en Virginie, exporta environ 3 ou 4 douzaines de barils en Angleterre. Selon toutes les indications, le pin des marais était clairsemé du côté nord de la rivière James, où Smith a déclaré n'avoir trouvé que des arbres par ci et par là dignes d'attention.  Ces produits étaient absolument essentiels jusqu'au développement des substances dérivées du pétrole au milieu des années 1800. Les wagons ne pouvaient pas se déplacer sans goudron pour graisser les essieux, et les navires ne pouvaient naviguer sans goudron et poix pour imperméabiliser cordages et voiles, calfater les fuites et enduire les coques pour empêcher leur destruction par les vers.
L'introduction de l'alambic en cuivre pour la distillation de l'essence de térébenthine marque le début de l'ère de l'exploitation massive de la térébenthine. En 1840, le pin des marais est en grande partie décimé en Virginie après 200 ans de production artisanale de munitions de marine à petite échelle; En 1850, la production de térébenthine culmine en Caroline du Nord et commence à s'étendre au sud, à mesure que les forêts s'épuisent. La cause de cette extinction progressive sont les munitions de marine, l'extraction massive de bois de sciage qui se fait dans les années 1870-1920, mais aussi les ravages des animaux féraux introduit dès le début de la colonisation. Aujourd'hui, le pin des marais n'occupe plus qu'une infime partie de l'écosystème dont il était l'emblème et fait partie des espèces en danger.
Jack Tar (du mot anglais pour goudron, tar) désignait les marins de la marine marchande britannique ou de la marine royale, en particulier pendant la période de l'Empire britannique, nom que l'on attribue couramment l'activité de goudronnage à laquelle était astreinte ces marins. Tar Heel est aujourd'hui le surnom donné à la Caroline du Nord. Plusieurs toponymes y rendent compte de ce passé industriel comme la rivière Tar, ou la ville de Tarboro, etc.

## Conditionnement

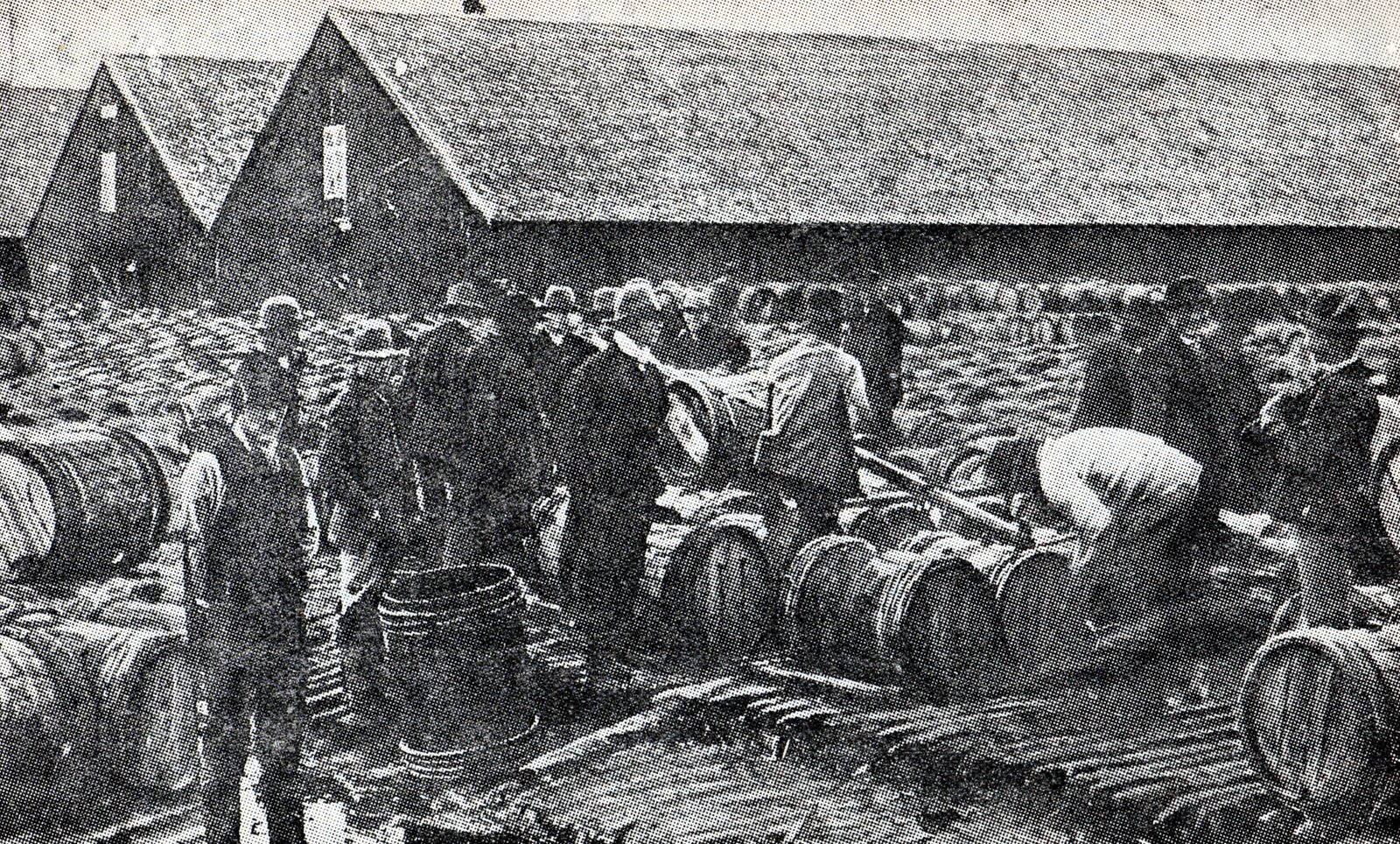
Tervahovi (stocks de gros de barils de goudron) à Oulu en Finlande, avant sa destruction par un incendie en 1901.

En 1702, le goudron (le goldron, goudran, gouldron, dont on frotte les vaisseaux par dehors et dans les hauts pour empêcher le bois de se fendre et de se pourrir) venait de Moscovie et de Suède; on l'amenait en France dans des tonneaux assez étroits, et il se vendait par last, unité de volume d'affrètement de douze tonneaux; on en donnait treize pour douze pour les tonneaux qui n’auraient pas été pleins. Le meilleur goudron était celui plus clair et qui tirait le plus sur le jaune provenant de Vyborg (Wiborg en allemand, Weybourg en français), et qui était marqué d'un W couronné. Il valait à Amsterdam à la fin de l'an 1700 vingt à vingt et une livre de gros: celui de Moscovie valait vingt livres dix sous de gros et celui de Stockholm, dix neuf livres dix sous.
Le last n'avait pas la même valeur dans tous les ports. En 1840, à Altona, Gdansk, Elseneur, Francfort, Hambourg, Koenigsberg, Pillau, Riga, etc. le last était de 12 barils goudron ou poix; à Amsterdam le last était de 15 barils goudron ou 12 barils poix; à Archangelsk le last de goudron équivalait à 14 tonnes ou vieilles tonnes; en Finlande le last était de 15 tunna ou tonnes de goudron, ou de 18 tunna ou tonnes de poix; à Londres le pitch last était de 12 barrels de 31.5 anciens gallons ou de 14 barils. En 1839, les goudrons les plus estimés dans le commerce venaient aussi d'Amérique du Nord en plus de la Suède; cette préférence était tellement marquée que souvent elle donnait lieu chez les producteurs de goudron français à la substitution de futailles étrangères à celles de la France pour le contenir; ils réussissent ainsi quelquefois à faire passer pour suédois, russes ou de l'Amérique du nord, « les goudrons indigènes ».

## Des qualités commerciales très diverses

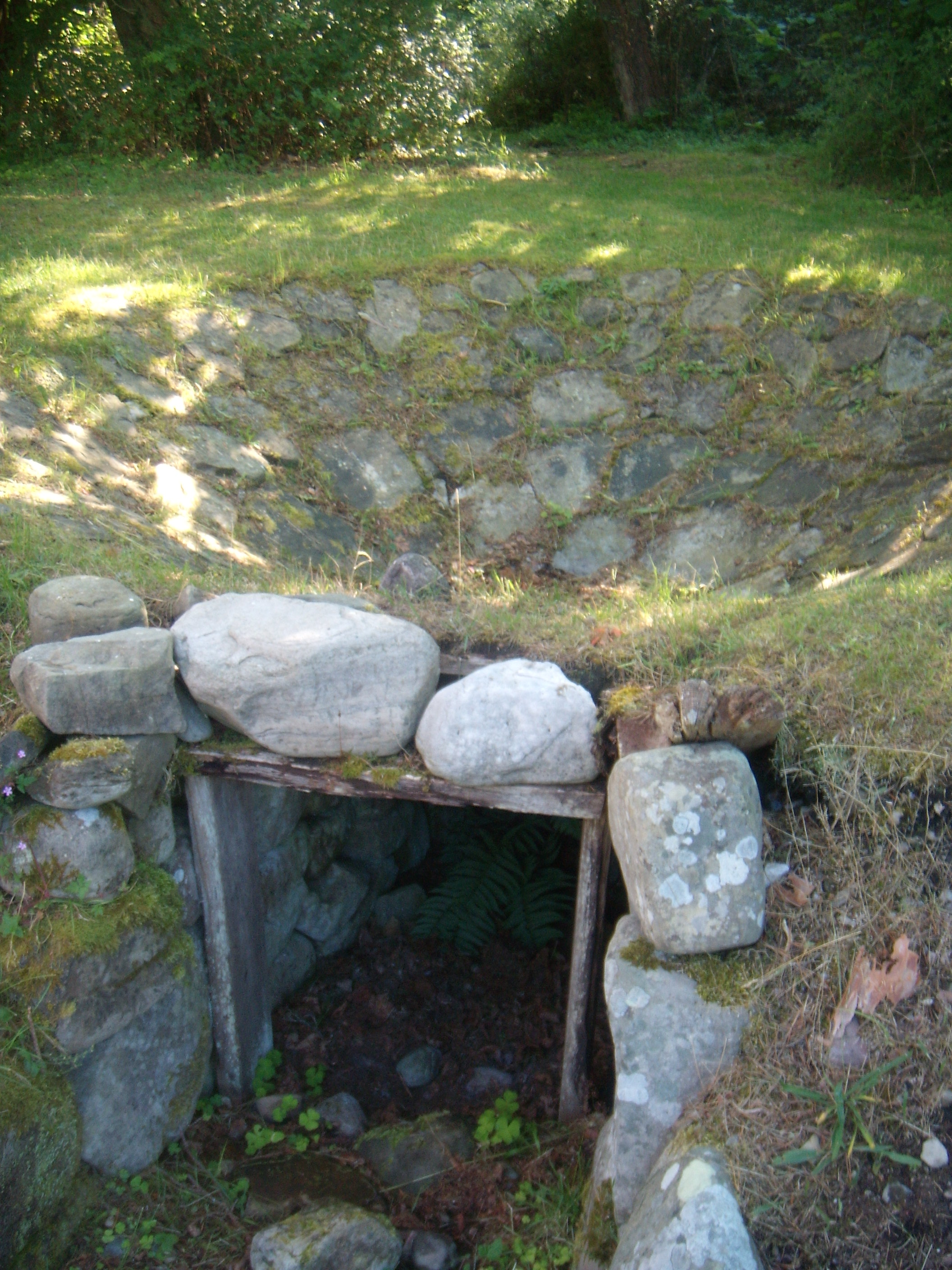
Four à goudron (:sv:tjärdal) à Trollskogen, Suède. En Scandinavie Le goudron était traditionnellement produit à partir de grumes et de racines de pin sylvestre, en utilisant ce type de four, appelé en suédois tjärdal (littéralement: vallée de goudron, fosse à goudron).

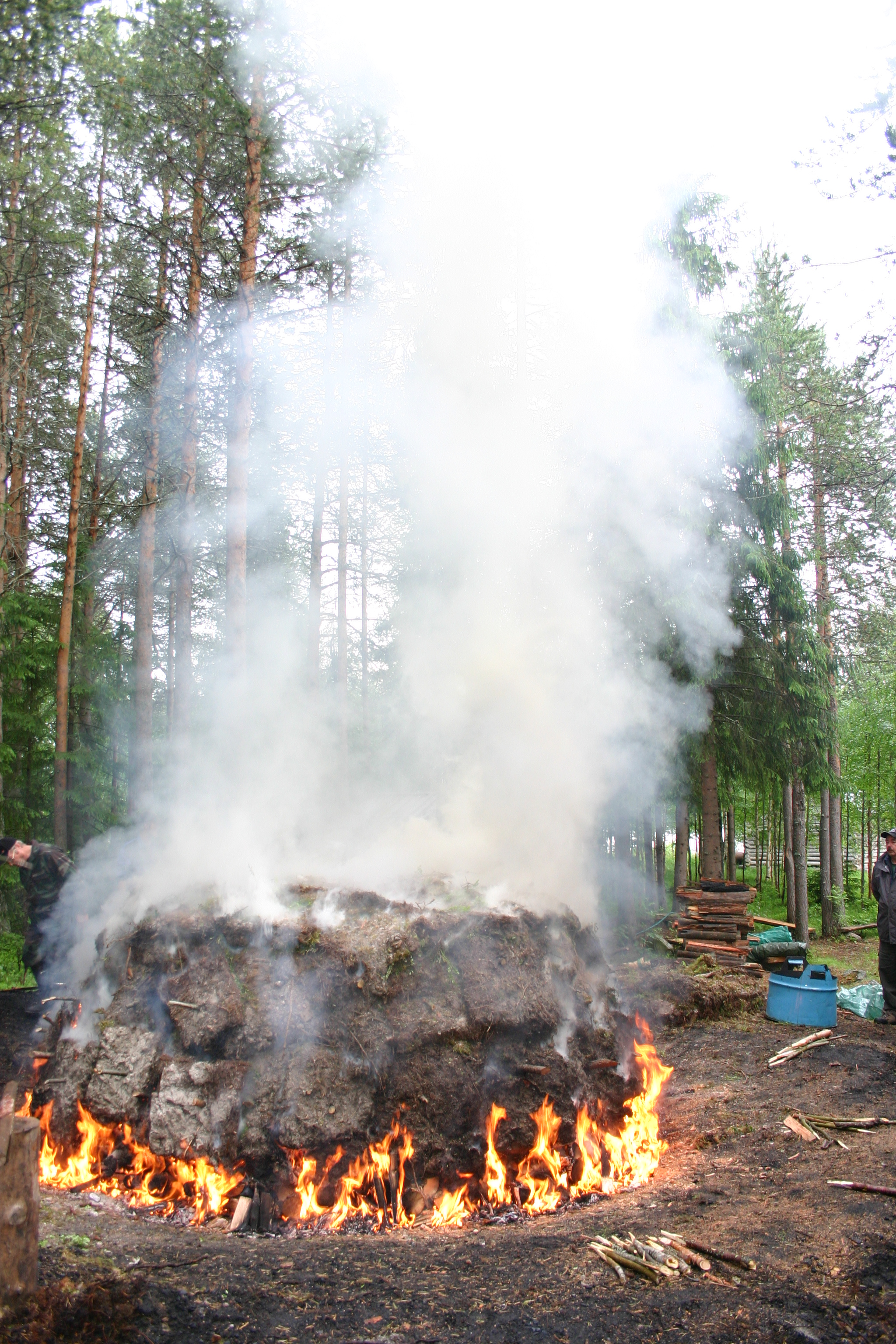
Reconstitution d'un four à goudron, Sirniö en Finlande

L'Ordonnance de Louis XIV pour les armées navales et arsenaux de marinedu 15 avril 1689 distingue goldron et bray: Le goldron aura le grain fin et liquide sans être brûlé, ni mêlé de crasse, ni d'eau; celui de Weybourg, en barillage de chêne sera préféré à tout autre, hormis à celui du Royaume, dans les Arsenaux où l'on en pourra s'en procurer. Le bray doit être net, gras, noir et liant, il n'en sera reçu des pays étrangers que de celui de Stokolme couronné & de Weybourg, celui qui se fait en France sera toujours préféré. 
Les malouins disent en 1702, « brai », composition de gomme ou de résine et autres matières gluantes qui sont un corps dur sec et noirâtre. Les calfats font fondre le brai pour appliquer sur les couches d'étoupe dont ils remplissent les jointures des planches qui composent le bordage du vaisseau. Le brai doit être gras, noir et liant. 
Le goudron, en anglais Pitch et Tar; en allemand Theer, etc. est une substance médiocrement fluide composée en majeure partie d'un corps résineux et d'huile empyreumatique végétale avec un peu d'acide acétique. Sa couleur est le brun jaune noirâtre. On l'obtient des bois résineux par une sorte de distillation « à descensum ou per latus », favorisée par une très haute température.

### Goudron de pin maritime
La térébenthine, la résine pure du pin maritime est récoltée par gemmage. Distillée dans des alambics ou des fours spécialisés elle produit la colophane et de l'essence de térébenthine. Une fois coupé l'arbre produit encore du bois d’œuvre et ce qui reste est transformé par pyrolyse en goudron de pin, charbon de bois et noir de fumée. Un pin maritime, d'un pied de diamètre rend sans beaucoup de frais dix à douze livres de colophane chaque année, pendant dix ans; « si après cela on le coupe il peut produire d'un dixième à un vingtième de son poids en goudron pendant que l'on carbonise son bois. »
Par le gemmage, on entaille le pin vers le bas, la résine coule par ces ouvertures dans des auges. On continue ces incisions lorsque les premières ne fournissent plus rien. Quand cette résine coule fluide on l'appelle galipot; celle qu'on laisse sur l'arbre s'y dessèche en masses jaunâtres et se nomme barras. L'une et l'autre sorte sont ordinairement fondues ensemble dans de grandes chaudières; on laisse épaissir suffisamment, et quand la résine a acquis la consistance convenable on la passe à travers des nattes de paille, elle est reçue dans des moules en sable et on en forme des pains, qui prennent le nom d’« arcançon » (probablement du nom d'Arcachon où il était fabriqué/expédié) « brai sec » (soit le colophane). Si pendant la fusion on y incorpore de l'eau, au moyen du brassage, la matière blanchit et forme la poix résine (résine en goutte, resina stillaticia). Les provençaux distillent en grand le galipot, et l'huile volatile qu'ils en retirent est connue en beaucoup d'endroits sous le nom d’huile de raze, ou esprit de raze (soit l'essence de térébenthine ou térébenthine).
Les troncs et les racines de ce même pin par un autre procédé fournissent la substance résineuse molle et presque, connue dans le commerce sous le nom de « goudron ». Le goudron peut être considéré comme un mélange de résine (la térébenthine, la poix blanche) et d'huile empyreumatique. Pour l'obtenir on arrange les bois en un vaste tas que l'on recouvre de gazon. On met le feu au tas; l'huile que la chaleur en dégage ne pouvant se volatiliser à travers l'enveloppe de gazon va se condenser dans des bacs, où la conduit une gouttière appropriée. Il sort d’abord une certaine quantité d’eau rousse, ensuite vient le goudron, c’est-à-dire, cette substance noire, un peu liquide, mais épaisse et gluante; on la reçoit dans des barils qu’on arrange dans la fosse au-dessous d’une gouttière qui termine le canal. 
A l'article poix de l'Encyclopédie deux opérations supplémentaires sont envisagées: « Alors il sort par la violence du feu beaucoup de liqueur noire ». La poix noire liquide étant reposée assez longtemps dans des vaisseaux convenables, il nage au-dedans une liqueur fluide, noire, huileuse, que l’on appelle « huile de poix », et improprement « huile de cade », pix nigra liquida. Quelques-uns font cuire la partie la plus grossière de la poix jusqu’à siccité, et ils forment une autre espèce de poix sèche, ou de « bray sec », pix nigra seca. 
Le goudron de bonne qualité a fortement l'odeur de l'essence de térébenthine, modifiée par les produits pyrogénés qui y accompagnent la résine. Cette odeur ne semble pas essentiellement désagréable à la plupart des personnes qui la respirent. Il faut le choisir très visqueux, collant, s'attachant promptement et opiniâtrement aux corps qu'on y plonge et alors qu'on en retire ces corps, il doit s'en séparer de longs fils coulant avec beaucoup de lenteur, ou des nappes minces et transparentes qui reflètent la nuance fauve-rougeâtre. Si ces lames étaient trop noires ou opaques on en pourrait conclure l'adultération du goudron ou une altération due à l'action d'une trop haute température qui nuit essentiellement à la ténacité et aux propriétés recherchées dans le goudron. La saveur du goudron est fort amère et ne doit déceler dans son état de perfection que peu d'acide.

### Goudron de non-résineux
On confond aussi sous le nom de brai gras une partie des produits de la distillation des bois non résineux. Cette substance très inférieure au véritable brai gras des bois résineux est en général d'un fort mauvais emploi dans beaucoup d'arts; ce n'est dans le fait qu'un savonule acide saturé de vinaigre de bois (acide pyroligneux).

### Goudrons minéraux
(1839) Il n'est pas ici question de l'espèce de goudron ou plutôt de bitume ammoniacal et horriblement fétide qui est un des produits de la distillation des houilles, des lignites, des tourbes, etc., ni des goudrons minéraux asphaltiques dits pétrole, poix minérale, etc..

## Le four à goudron
Le goudron de pin est obtenu par pyrolyse (une combustion lente en absence d'oxygène) de bois de pin.
« Ceux des arbres écorcés qui ne seront point destinés au travail auquel ils seront cependant devenus beaucoup plus propres », sont taillés en morceaux de deux à trois pieds de longueur et refendus à peu près à trois pouces d'épaisseur, en ayant soin de mettre à nu les portions non écorcées, et d'employer surtout les nœuds et les branches. Ce travail terminé il convient d'avoir un fourneau économique adapté à la confection du goudron. Un four à goudron susceptible de produire par fournée, de cent à cent trente barils de quatre vingt dix à cent litres chacun, doit être formé en tour ronde représentant à son intérieur un cône tronqué, renversé, ayant à la base de dix huit à vingt pieds de diamètre, et à son ouverture de vingt cinq à trente; sa hauteur doit être de dix à douze pieds.
La base de ce fourneau doit être inclinée vers le centre afin que tout le goudron qui se dégage pendant l'opération puisse s'écouler facilement vers cette partie, et tomber par un trou dans un canal de quatre pouces de diamètre qui sert à le conduire dans un bassin situé au pied du fourneau, et dans lequel le goudron doit être puisé à mesure qu'il se rassemble. Les bûches sont disposées dans le fourneau par rayons du centre à la circonférence et entassés ainsi jusqu'au haut.
Ensuite elles sont recouvertes de copeaux de feuilles et de branchages, puis de terre et de gazon, de manière que le feu qui doit être mis par en haut, ne se communique que peu à peu dans la masse qui doit brûler huit ou neuf jours, et qui ne doit jamais s'enflammer ni être plus ardente que le charbon dans un four ordinaire, s'il en était autrement le goudron serait consumé au lieu de se dégager, et l'opération serait tout à fait manquée. Il est bon que le bois qu'on y emploie ne soit qu'à moitié sec. Le charbon de bois qui en résulte est de bonne qualité. C'est donc un métier connexe à celui du charbonnier.
Un four, installation rarissime et malheureusement non datable, a été retrouvée en Valais, à Chamoson.

## Un produit d'imprégnation

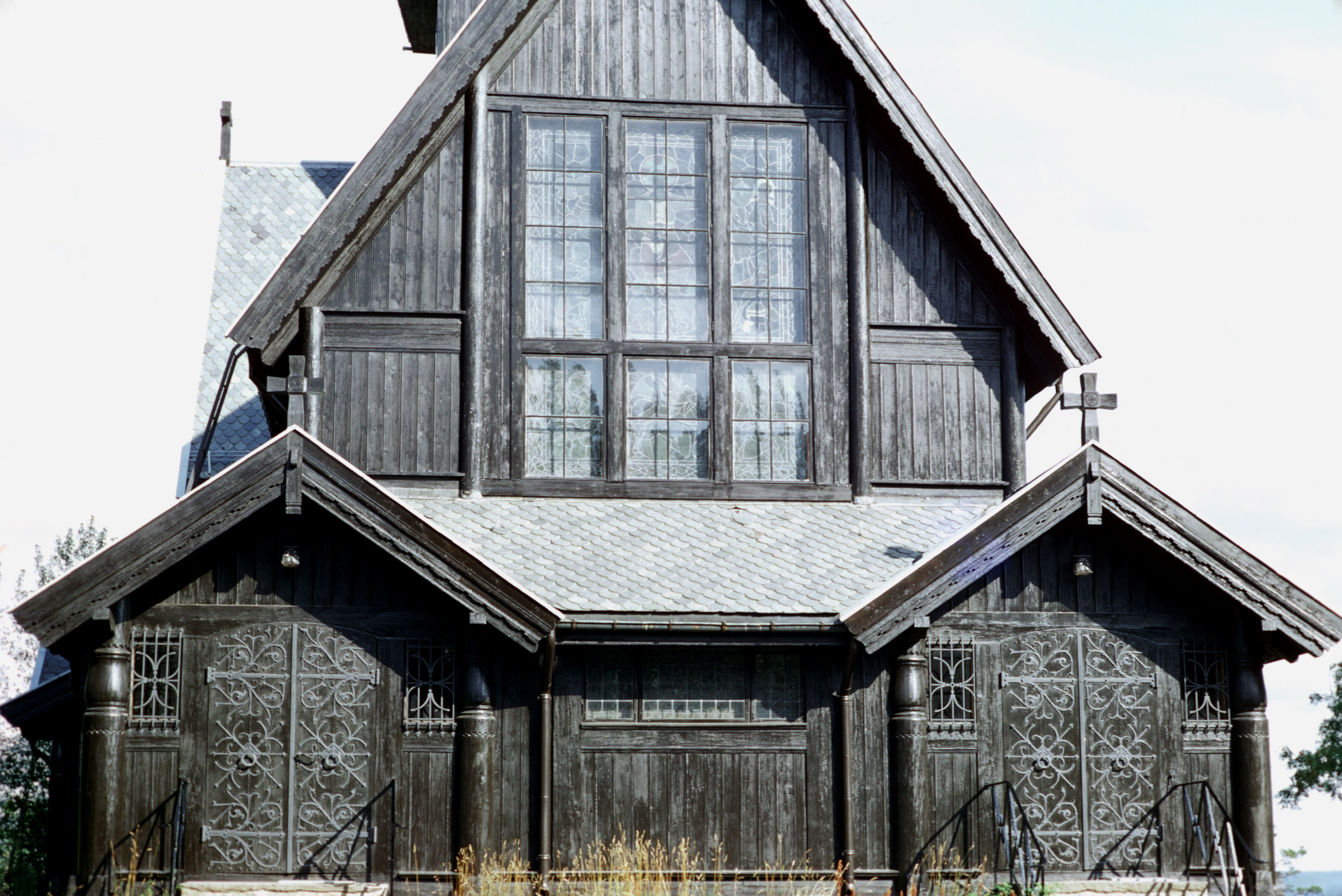
La façade d’entrée, en août 1972, de la chapelle du quartier résidentiel et sportif d’Holmenkollen en Norvège. Cette chapelle, construite en 1903, a été incendiée par Varg Vikernes en 1992 et finie d’être reconstruite en 1996. L’entrée a été modifiée. Les bois sont protégés par du goudron de Norvège (tretjære en norvégien) qui est un goudron de pin

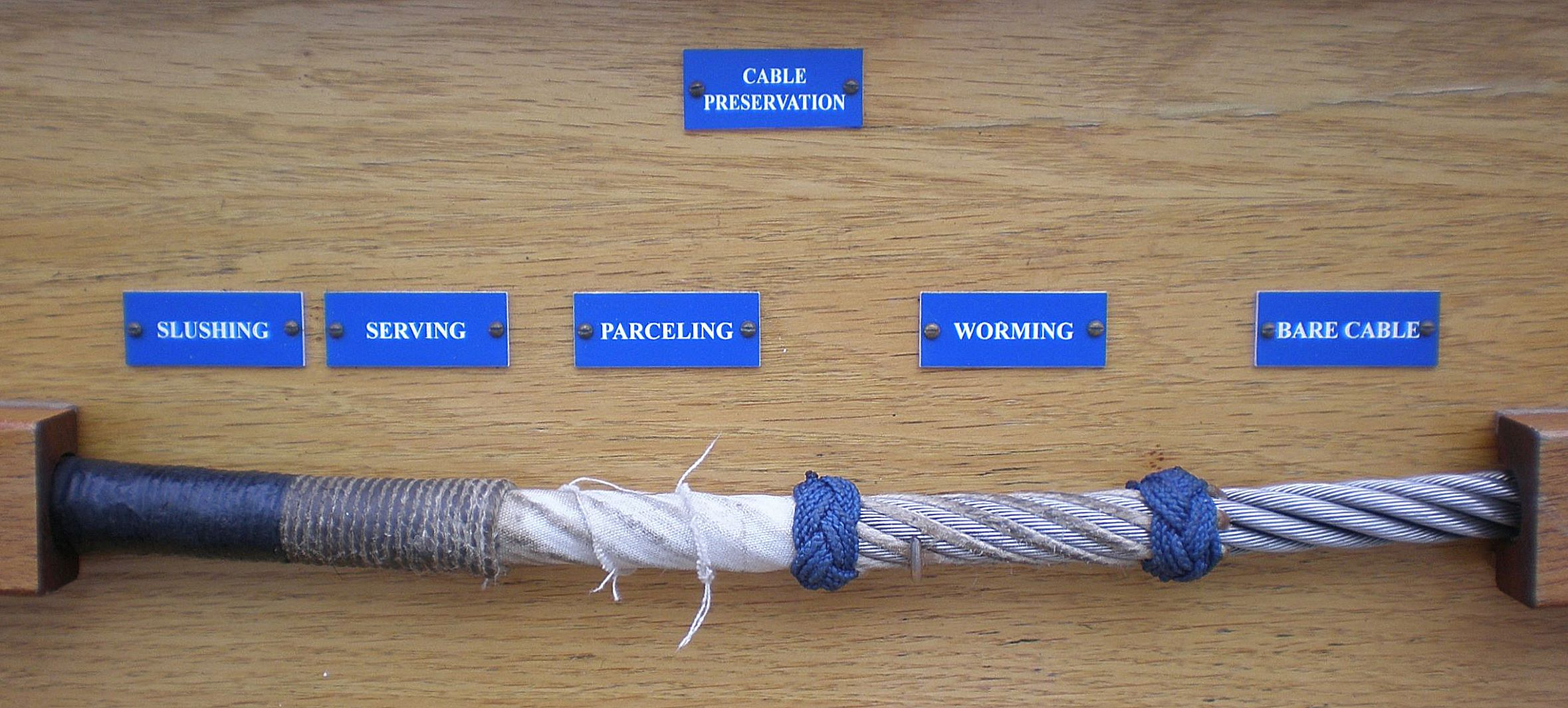
Worm, parcel and serve (congréage, limandage et fourrage), étapes du travail de protection réalisé sur les manœuvres dormantes des navires de la marine anglaise

Le goudron de pin est toujours un produit d'imprégnation des bâtiments, utilisé en Scandinavie.
Le goudron de pin faisait partie des munitions de marine. Le goudron était employé dans le calfatage des navires, ce qui consistait aussi à enduire le bois de la coque. Les cordages de marine et les coutures des voiles étaient aussi goudronnés pour les imperméabiliser, « pour qu'ils résistent à l'eau douce, à l'ardeur du soleil et au vent ». 
Le brai désignait différentes substances dont le goudron de pin était la principale partie: 
- Un « goudron récent qui en refroidissant s'épaissit et perd sa fluidité. À proportion de ce qu'il est plus dur, plus clair, plus transparent, il est meilleur et coûte plus cher.»
- « On fait aussi du brai avec de la résine et autres matières gluantes qui font un corps dur, sec et noirâtre; dans cet état on l'appelle brai sec, et il n'est pas propre à être employé ainsi pour la marine. Il faut en faire du brai gras en jetant du suif dedans quand on le fond pour l'employer à enduire les coutures et les carènes des vaisseaux[40]. » De la résine de pin on extrayait en Guyenne deux sortes de brai, le sec et le gras . Le sec servait à enduire l'extérieur des navires et les cordages, le gras à incruster le calfatage des coques[28].

Il faut prendre garde à ne mettre pas le goudron trop épais sur vaisseaux, surtout dans les dedans parce qu'il empêche les humidités qui corrompent le bois de s'évaporer. On ne doit pas s'en servir pour les dedans ni pour les dessus des bâtiments qui vont à la pêche au hareng vers la St Jean d’été parce que l'eau des fréquents coups de mer qui y entre détrempe à la fin le goudron et le hareng en prend le goût. Les cordages étaient étuvés pour en chasser l'humidité avant imprégnation. Certains câbles qui devaient jouer dans les poulies et accastillages n'étaient pas goudronnés.
Le goudron de pin, un temps monopole de commerce de la Hollande et de l'Angleterre, matériau stratégique, convainc la France de se lancer dans l'exploitation de la résine de pin dans les Landes et la Provence à partir du XVIIe siècle. D'autre-part le monopole de production contraignant assuré par la Suède et la Russie convainc l'Angleterre de développer cette industrie dans ses colonies d'Amérique, ce qui la rend autonome fin XVIIIe siècle.
Le programme britannique Ancient maritime pitch and tar vise a étudier le matériau que l'on retrouve sur des vestiges anciens de coques, comme le bateau-tombe de Sutton Hoo en Angleterre; les épaves de Roskilde au Danemark; le Grace Dieu en Angleterre; le cogue de Doel en Belgique, etc.. Les diterpénoïdes tricycliques dérivés de l’abiétane et pimarane (acides résiniques) sont des marqueurs chimiques caractéristiques des produits archéologiques dérivés de conifères. Certains des échantillons contiennent du rétène, le produit final formé à partir d’acides diterpéniques lors du traitement thermique requis pour la production de poix. La présence d’esters méthyliques résiniques dans une poix indique que celle-ci a été produite à partir de bois plutôt que de résine. La détection est réalisée par Chromatographie en phase gazeuse-spectrométrie de masse.

## Composition et usage en pharmacie
Chimiquement, les résines végétales contiennent des composés phénoliques et des composés lipophiles (acides résiniques, terpènes). Les polyphénols sont connus pour leur rôle antioxydant, antitumoral, cardioprotecteur, antimicrobien, etc.; nombre d’entre eux ont un goût désagréable, ce qui leur confère un  pouvoir répulsif. Acides résiniques et terpènes sont sécrétées pour prévenir les attaques des agents pathogènes. Les résines comportent aussi des principes toxiques comme l'acide abiétique. Ces produits sont dans le goudron plus ou moins altérés par le feu. 
Le goudron était décrit au XIXe siècle comme un mélange de résine et d'huile empyreumatique (De empyreume, odeur et saveur fortes et âcres que dégagent, en se décomposant sous l'action du feu, certaines matières organiques), de résidus de charbon de bois et d'acide acétique (acide pyroligneux). Sa couleur est due au charbon de bois et les autres propriétés qui le font différer de la résine commune dépendent de la présence de l'acide acétique et de l'huile empyreumatique. « L'acide lui-même est non seulement soluble dans l'eau mais il contribue à la solubilité de l'huile empyreumatique. » On peut supposer que des différences importantes existaient entre goudrons de provenances différentes. Comme certains goudrons scandinaves réputés étaient plus clairs et tiraient sur le jaune, on peut supposer qu'ils contenaient alors plus de térébenthine non altérée par le feu.
Le goudron a été porté, de même que tous les produits résineux, naturels ou artificiels, au rang des médicaments par les anciens pharmacologistes et même de panacée. Celui-ci peut, comme toutes les autres matières balsamiques et résineuses, fournir un ingrédient utile « aux emplâtres agglutinatifs, et si l’on veut même aux emplâtres et aux onguents résolutifs » dit L'Encyclopédie. Le goudron de Norvège, dénomination pharmaceutique d'un goudron à usage interne et externe est décrit en 1745 comme le plus liquide et le meilleur pour l'usage de la Médecine; il guérit ou prévient ces obstructions qui ont la cause générale de la plupart des maladies chroniques, comme les vapeurs. Il a les vertus stomachiques et cardiaques de l' « l'élixir de propriété » de Paracelse. L'Encyclopédie renseigne toutefois que sa qualité de substance altérée par le feu, et plus encore sa grande ténacité ou viscosité, l'ont banni de l’ordre des médicaments à usage interne; en sorte que ce n’est plus un remède, lorsque le philosophe et évêque anglican irlandais George Berkeley 1744 enseigna l'usage thérapeutique de l’« eau de goudron ». En 1930 encore, un pharmacien de la ville d', Yrjö Wilhelm Jalander inventa encore un bonbon à base de goudron, la Tjärpastiller. 
Le goudron de Norvège est encore employé en maréchalerie. Le goudran est détersif résolutif dessicatif; on s'en sert pour les plaies des chevaux, pour guérir la galle des moutons (Psorergates ovis). De nos jours le goudron de Norvège peut être produit à partir de feuillus.
Le zopissa est un terme de médecine ancienne qui désignait une poix raclée des navires, et macérée dans lʼeau de mer. Le zopissa est évoqué dans Pline l'ancien et dans Dioscoride (l. I. c. XCVIIJ); on attribue à ce mélange une qualité discussive (qui dissipe, résout, par application externe, un engorgement) et résolutive, parce que cette poix et cette résine ont été macérées et pénétrées pendant longtemps par l’eau de la mer; Zopissa peut aussi désigner la résine du pin.
La créosote de bois, obtenue à partir de goudron de bois sera aussi utilisée en médecine, invention que l'on doit à Karl von Reichenbach en 1833. La créosote est un mélange de divers produits empyreumatiques extraits du goudron de bois dans lequel domine l'acide phénique. La créosote est liquide incolore, transparente; d'une odeur infecte, d'une saveur âcre brûlante, caustique, peu soluble dans l'eau. « Sa solution étendue conserve les matières animales. »
L'intérêt porté par la chimie pour les goudrons végétaux se termine dans les années 1900, lorsque leur principal débouché, celui de la marine se ferme.